# Ар Лакнекси
Ар Лакнекси (фр. Ars-Laquenexy) насеље је и општина у североисточној Француској у региону Лорена, у департману Мозел која припада префектури Мец Кампањ.
По подацима из 2011. године у општини је живело 964 становника, а густина насељености је износила 154,24 становника/km². Општина се простире на површини од 6,25 km². Налази се на средњој надморској висини од 236 метара (максималној 256 m, а минималној 207 m).

## Демографија
| 1962. | 1968. | 1975. | 1982. | 1990. | 1999. | 2011. |
| ----- | ----- | ----- | ----- | ----- | ----- | ----- |
| 171   | 205   | 421   | 541   | 741   | 741   | 964   |

График промене броја становника у току последњих година